# Cryptal Darkness
Cryptal Darkness war eine australische Death-Doom-Band, die von 1993 bis 2000 aktiv war.

## Bandgeschichte
Cryptal Darkness wurde als Grindcore-/Death-Metal-Band gegründet, wechselte aber schnell zum Death Doom. In der Besetzung Mark Kelson, Oneil Alexander (Schlagzeug), Geoff Kloprogge (Gesang, Gitarre) und Jade Von Nagy (Bass) veröffentlichte die Band die Vier-Track-Single Descend into Thy Grave und kurz darauf das Debütalbum Endless Tears, das kürzlich für den internationalen Vertrieb wiederveröffentlicht wurde. Ein Eröffnungsslot beim Metal for the Brain Festival 1997 machte die Band etwas bekannter. Ein Großteil des Jahres 1998 wurde mit der Arbeit an neuem Material verbracht. Der ehemalige Paramaecium-Gitarrist Chris Burton ersetzte Kloprogge, der 1997 die Band verließ. Mitte 1998 stoß Luke Wong zur Band hinzu, der den, nur als Aushilfe spielenden Burton, ablöste. Etwa zur gleichen Zeit begann die Band mit dem Ex-My Dying Bride Keyboarder Martin Powell zu arbeiten, der nach Australien kam, um sich der Band anzuschließen. Gemeinsam veröffentlichten sie das Album They Whispered You Had Risen, welches einen mehr gotischen Charakter aufwies. Mit diesem Album plante Cryptal Darkness eine Tour durch Europa, welche aber aus ungeklärten Gründen abgesagt wurde. Ende 2002, Anfang 2003 löste sich die Band auf und Kelson und Burton gründeten The Eternal. In den Bands InSomnius Dei, Paramaecium, Vomitorial Corpulence oder Desolate Eternity sind auch die anderen Bandmitglieder weiterhin musikalisch aktiv.

## Stil
Anfangs spielten Cryptal Darkness klassischen Grindcore: dissonante Riffs schnelle Blastbeats und tiefer Gutturaler Gesang. Dem wendeten sie sich mit der Zeit immer weiter ab, bis sie mit dem Album They Whispered You Had Risen völlig auf Death und Grind Einflüsse verzichteten. Stattdessen wendeten sie sich dem Gothic Metal und Death Doom zu. Die Musik wurde als generische Kopie des Stils von My Dying Bride kritisiert. Das Webzine Opiumhum beschreibt den Stil als „melodischem Doom mit Gothic-Anleihen“ und verglich Cryptal Darkness mit My Dying Bride und Shape of Despair.

„[L]low tuned guitars, melancholic vocals and an eerie violin all like My Dying Bride. The well played death/doom on this album shows that these guys have a lot of talent, but the similarities to My Dying Bride are […] obvious [.] Perhaps it is because Martin Powell, previously of My Dying Bride fame, plays the violin and keyboard parts, but its more than just his contribution.“

„[T]ief gestimmte Gitarren, melancholischer Gesang und eine unheimliche Geige - alles wie bei My Dying Bride. Der gut gespielte Death Doom […] zeigt, dass diese Jungs eine Menge Talent haben, aber die Ähnlichkeiten zu My Dying Bride sind […] offensichtlich[.] Vielleicht liegt es daran, dass Martin Powell, der früher von My Dying Bride bekannt war, die Geigen- und Keyboardparts spielt, aber es ist mehr als nur sein Beitrag.“

## Diskografie
Alben
- 1994: Chamber of Gore (Eigenveröffentlichung)
- 1994: Cryptal Darkness (Eigenveröffentlichung)
- 1997: Endless Tears... (Obscure Productions)
- 1999: They Whispered You Had Risen (Iron Records)
- 2001: Chapter II: The Fallen (Iron Productions)

Singles und EPs
- 1996: Descend into Thy Grave (Eigenveröffentlichung)
- 1997: Promotional Sampler 1997 (Obscure Productions)

Kompilationen
- 2000: Dawn of the New Age (Iron Records)